# Filmska adaptacija
Filmska adaptacija (ili ekranizacija) prenošenje je pisanog djela na igrani film.